# Anna Karenina (phim 2009)
Anna Karenina (tên gốc tiếng Nga: Анна Каренина) là một bộ phim tâm lý xã hội của đạo diễn Sergey Solovyov, ra mắt lần đầu năm 2009. Nội dung bộ phim dựa theo tiểu thuyết cùng tên của nhà văn Lev Tolstoy.

## Nội dung
Anna (Tatyana Drubich) - cô vợ trẻ đẹp của Bá tước Aleksey Karenin (Oleg Yankovsky) - kém chồng tới 20 tuổi. Cô gặp chàng sĩ quan điển trai, lịch thiệp tên là Vronsky (Yaroslav Boyko), và giữa họ nảy nở một chuyện tình. Giờ đây, Anna bị giằng xé giữa tình yêu của mình dành cho Vronsky và cuộc hôn nhân với Karenin. Dư luận xã hội lên án hành vi của Anna và Vronsky. Họ rơi vào trạng thái đầy hiểm nguy. Không thể chịu đựng cuộc xung đột giữa những cảm xúc mới của bản thân với trách nhiệm của người vợ, người mẹ, Anna đã lao mình vào một đoàn tàu hỏa đang chạy, kết thúc số phận đầy bi kịch.

## Diễn viên
- Tatyana Drubich[1] vai Anna Karenina
- Oleg Yankovsky vai Aleksey Aleksandrovich Karenin
- Yaroslav Boyko vai Bá tước Aleksey Kirillovich Vronsky
- Aleksandr Abdulov vai Công tước Stepan "Stiva" Arkadyevich Oblonsky
- Ingeborga Dapkunaite vai Nữ Công tước Darya "Dolly" Aleksandrovna Oblonskaya
- Sergey Garmash vai Konstantin "Kostya" Dmitryevich Levin
- Maria Anikanova vai Quận chúa Yekaterina "Kitty" Aleksandrovna Shcherbatskaya
- Yekaterina Vasilyeva vai Bá tước phu nhân Vronskaya
- Yevgenya Kryukova vai Yelizaveta "Betsi" Tverskaya
- Eduard Martsevich vai Bá tước Shcherbatsky
- Lyudmila Savelyeva vai Bá tước phu nhân Shcherbatskaya
- Lyudmila Maksakova vai Nữ Bá tước Lidya Ivanovna

## Sản xuất
Bộ phim được hoàn thành vào tháng 2 năm 2007, tuy nhiên, buổi ra mắt lại diễn ra hai năm sau đó. Lý do là để kết thúc quá trình quay kéo dài của bộ phim 2-Assa-2, được xem như một kết hợp với cốt truyện của Anna Karenina và theo quan điểm của Sergey Solovyov, buổi chiếu ra mắt đáng ra phải tổ chức từ trước đó. Vì vậy, buổi ra mắt Anna Karenina đã được tổ chức vào ngày 25 tháng 2 năm 2009 trong thời điểm bế mạc Liên hoan phim Quốc tế Hồn lửa lần thứ VII.
Anna Karenina là bộ phim cuối cùng trong vai trò diễn viên của Oleg Yankovsky. Trong vai nữ Bá tước Lidya Ivanovna, diễn viên Lyudmila Maksakova đã từng tỏa sáng với vai chính Anna Karenina trong vở kịch nổi tiếng cùng tên của Roman Viktyuk (Nhà hát Vakhtangov, 1983, biên kịch Mikhail Roshchin).
Ngoài ra, đội ngũ làm phim còn bao gồm hai nhà thiết kế sản xuất John Vulich và Valery Grankov, chỉ đạo nghệ thuật Sergey Ivano. Phần hiệu ứng hình ảnh do Sergey Denisov thuộc Dr.PICTURE Studios đảm nhiệm.

## Giải thưởng
- Giải thưởng Nika (phục trang tốt nhất) - 2010